# Coudrecieux
Coudrecieux ist eine französische Gemeinde mit 638 Einwohnern (Stand: 1. Januar 2022) im Département Sarthe in der Region Pays de la Loire. Sie gehört zum Arrondissement Mamers und zum Kanton Saint-Calais (bis 2015: Kanton Bouloire). Die Einwohner werden Coudrécelestins genannt.

## Geographie
Coudrecieux liegt etwa 32 Kilometer östlich von Le Mans. Umgeben wird Coudrecieux von den Nachbargemeinden Dollon im Norden, Semur-en-Vallon im Nordosten, Montaillé im Osten und Südosten, Écorpain im Süden, Bouloire im Westen und Südwesten sowie Saint-Michel-de-Chavaignes im Westen und Nordwesten.

## Geschichte

### „Nomaden“-Lager Camp de la Verrerie
In einer Glasfabrik, die am 15. September 1936 ihre Tätigkeit eingestellt hatte, eröffnete am 18. November 1940 das Nomaden-Lager La Verrerie (nach dem benachbarten Schloss auch als Camp de la Pierre bezeichnet). Es war eines der ersten in Frankreich für die Internierung von Sinti und Roma.
Einige der Lagerbewohner lebten in ihren Wohnwagen, die meisten aber in den alten Fabrikgebäuden. Nach einem Bericht eines Gesundheitsinspektors vom 5. Januar 1942 lebten im Lager 218 Männer und Frauen sowie 96 Kinder. Teilweise waren Familien zu zwölft mit vielen Kindern in einem Raum zusammengepfercht; von den zur Beheizung und zum Kochen benutzten kleinen Öfen ging eine permanente Rauchgefahr aus. Hinzu  kamen katastrophale sanitäre Bedingungen.
Nach einer Anordnung des Präfekten waren die Lagerinsassen verpflichtet, Arbeit im und für das Lager selber zu erledigen; jegliche Weigerung führt zum Brotentzug bis zur Erledigung der verlangten Leistungen. Arbeiten außerhalb des Lagers waren nur unter erschwerten Bedingungen möglich, Arbeiten in der Landwirtschaft generell verboten. Allerdings war es Frauen zweimal in der Woche gestattet, unter der Bewachung durch die französischen Gendarmerie Lebensmittel in Coudrecieux einzukaufen. Jede kommerzielle Handlung (Verkauf von Garn, Knöpfen, Spitzen usw.) waren ihnen allerdings strengstens untersagt.
Mitte März 1942 befanden sich noch 370 Internierte im Lager. Sie wurden am 15. April 1942 in das Lager Mulsanne verlegt. Die Wohnwagen mussten sie zurücklassen.

## Bevölkerungsentwicklung
| Jahr                      | 1962 | 1968 | 1975 | 1982 | 1990 | 1999 | 2006 | 2013 |
| Einwohner                 | 986  | 904  | 733  | 573  | 530  | 568  | 609  | 656  |
| Quelle: Cassini und INSEE |      |      |      |      |      |      |      |      |

## Sehenswürdigkeiten
- Kirche Saint-Martin in Les Loges aus dem 11. Jahrhundert, Umbauten aus dem 16. Jahrhundert, Monument historique
- Kirche Saint-Sigismond
- Schloss Les Loges
- Schloss Saint-Sigismond
- Herrenhaus La Cour aus dem 16. Jahrhundert

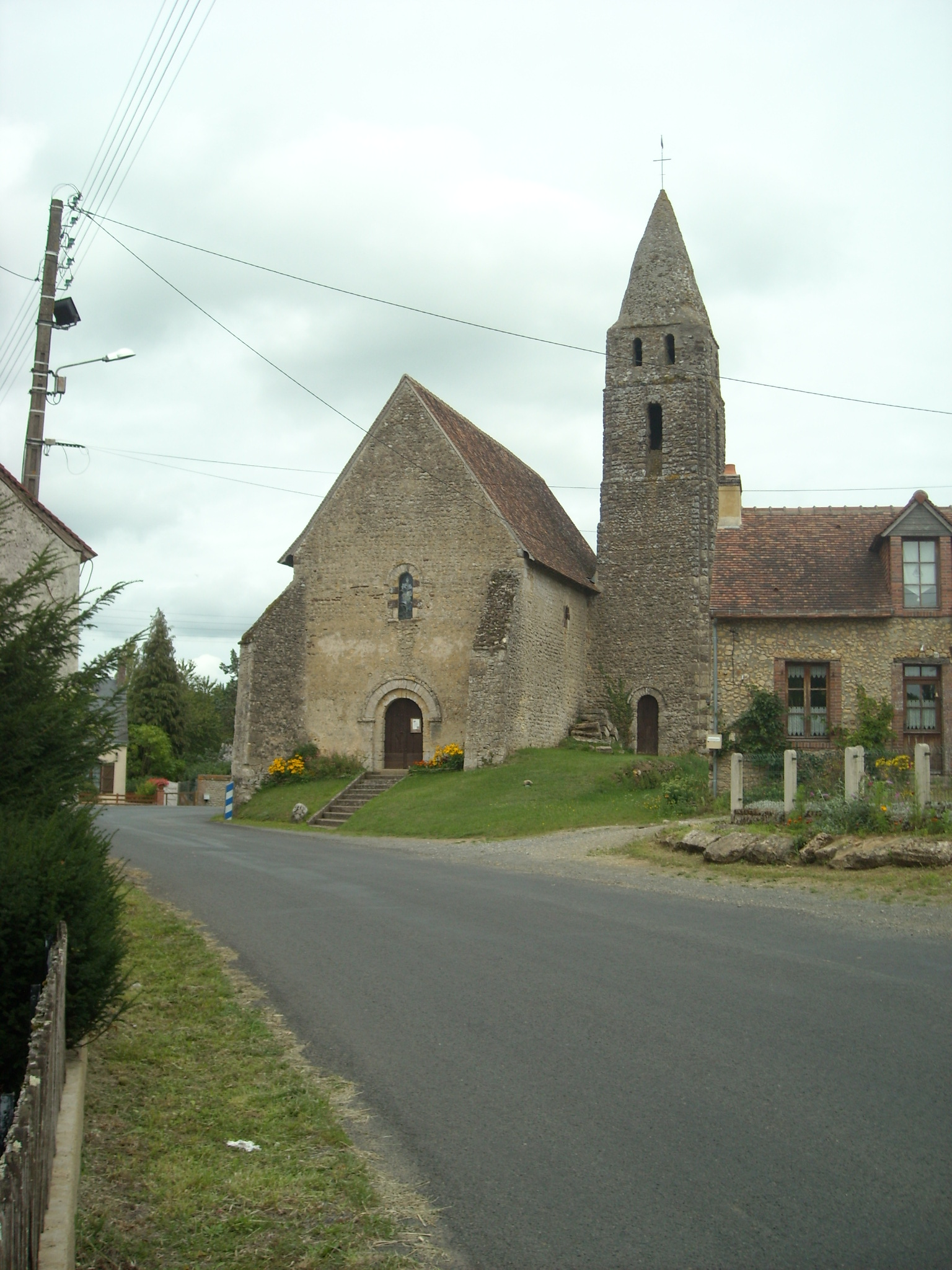
Kirche Saint-Martin
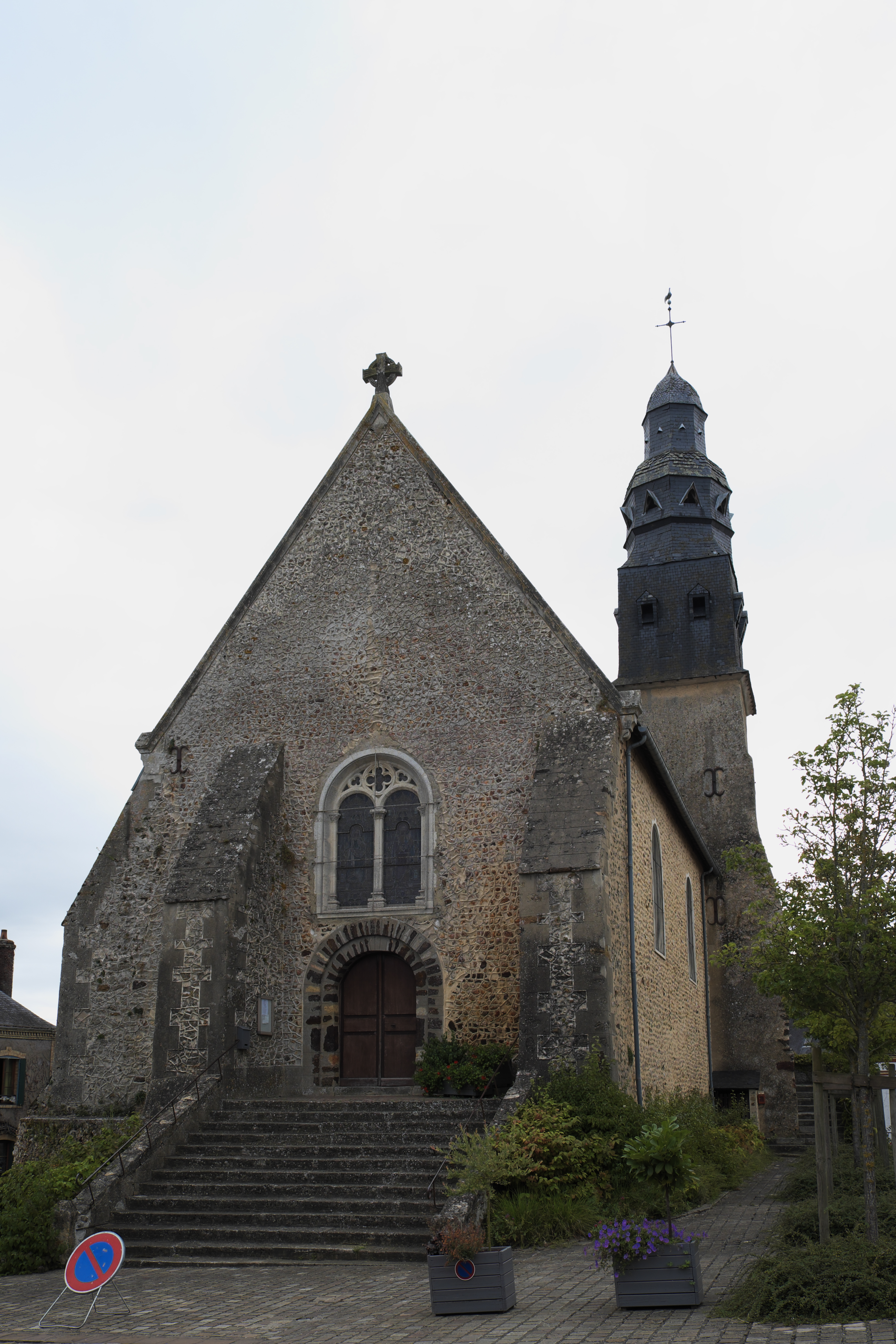
Kirche Saint-Sigismond